# Anna trên cổ (phim)
Anna trên cổ (tiếng Nga: Анна на шее) là một phim tâm lý xã hội do Isidor Annensky soạn kịch và đạo diễn, xuất bản ngày 13 tháng 05 năm 1954 tại Moskva.

## Lịch sử
Truyện phim do đạo diễn Isidor Annensky triển khai từ kịch bản sân khấu của chính ông, mà kịch bản sân khấu dựa theo trứ tác cùng tên của văn hào Anton Chekhov.

## Nội dung
Sau khi mẹ Anna Soboleva mất, cha cô thất nghiệp, lâm cảnh nợ nần và mắc chứng nghiện rượu. Mình Anna không những phải nuôi cha mà gánh theo hai đứa em trai nhỏ dại - Petya và Andryusha, đến cái giày cũng không có mà đi trong trời đông tuyết giá. Cực chẳng đã, ông Pyotr Leontyevich đành gả bán con cho lão Modest Alekseyevich cưới làm vợ.
Modest xưa nay vốn là một công chức độc thân nhưng luôn tự mãn vì sự dư dật nhờ biết sống cần kiệm. Dẫu tuổi đời lớn hơn cả tuổi ông nhạc, song Modest tỏ ra hết sức chiều chuộng Anna và các em vợ. Tuy nhiên, đối với ông nhạc suốt ngày say khướt, y không cho lấy một xu mà bắt ông phải vay nợ.
Trong lúc gia cảnh Sobolev ngày một túng dần theo ma men, Modest bắt đầu để ý tới nhan sắc và sự trẻ trung của vợ để làm công cụ tiến thân. Y lân la đưa vợ tham dự các vũ hội thượng lưu, thậm chí ngầm khuyến khích nàng chiếm lòng vị hoàng thân có thế lực trong triều. Mục đích mà y nêu ra rất rõ ràng: Lĩnh huân chương Thánh Anna.

## Kĩ thuật
Phim được quay chủ yếu ở nội cảnh, chỉ có một vài đoạn đầu và cuối phim quay ở bối cảnh ngoài trời đầy tuyết để biểu hiện sự bạc bẽo của xã hội trưởng giả.

### Sản xuất
- Trang điểm: A. Tolkynova
- Điều phối: B. Vogova
- Âm thanh: Dmitry Flyangolts
- Nhạc trưởng: Grigory Gamburg

### Diễn xuất
- Alla Larionova[2]... Anna
- Vladimir Vladislavskiy... Modest Alekseyevich
- Aleksandr Sashin-Nikolsky... Pyotr Leontyevich
- Mikhail Zharov... Artynov
- Alexander Vertinsky... Hoàng thân
- Irina Murzayeva... Mavra Grigoryevna
- Pyotr Maltsev... Petya
- Aleksandr Metyolkin... Andryusha
- Tatyana Pankova... Thợ váy
- Vladimir Shishkin... Dezdyemonov
- Gennady Zaichkin... Shegolyev
- Natalya Belyovtseva... Công nương
- Aleksey Gribov... Ivan Ivanovich
- Vladimir Soshalsky... Sĩ quan
- Vera Altayskaya... Khách xe kéo[3]

## Hậu trường
- Phim đạt tỉ suất 31.9 triệu lượt khán giả ra rạp, xếp thứ 314 trong danh sách phim Liên Xô ăn khách mọi thời[4].